# Clément Le Cossec
Clément Le Cossec nació el 20 de febrero de 1921 en Treffiagat y murió el 22 de julio de 2001. Fue  un pastor pentecostal, fundador de la Misión Evangélica de los Gitanos de Francia Vida y Luz juntamente considerado fundador de las bases de la denominación de Filadelfia en España. Es el precursor del despertar evangélico entre el pueblo Rom, en Europa, India y  América del Norte y del Sur. Fundó la Iglesia evangélica Filadelfia muy presente en el pueblo gitano originario de España y Portugal.

## Biografía
Le Cossec era originario de una familia bretona católica muy pobre. Su padre era pescador, mutilado en la Primera Guerra Mundial. Después de que su padre se trasladara a Normandía, Clément Le Cossec conoce, además de la miseria y de la enfermedad, el rechazo y el desprecio, como bretón. Esta situación permitirá en lo sucesivo comprender mejor el sufrimiento de un pueblo que fue dejado de lado. Se convierte a la edad de 14 años, en El Havre, con toda su familia. En una reunión evangélica en el Teatro de El Havre, su padre habría sido curado instantáneamente de su problema cardiaco, de sus reumatismos y de su eccema. De ahí nace su vocación de atender a las pobres y  rechazados anunciándoles el evangelio. Después de los estudios secundarios, de una formación comercial y técnica, seguirá una formación bíblica por correspondencia, con la escuela bíblica de las Asambleas de Dios británicas en Londres.

## Ministerio
A los 25 años, en 1946, se hizo pastor en una iglesia en Lille. Varios sucesos lo llevarán a atender a familias gitanas necesitadas. Llegado a Bretaña en 1950, emprende la fundación de la Iglesia evangélica de Rennes con la ayuda de evangelista inglés Douglas Scott, promotor del Movimiento de Pentecostés en Francia. Pero es en Brest en 1952, que comienza su ministerio a favor de los Gitanos, cuando los gitanos convertidos vienen decirle que ningún pastor quería bautizarlos. 
En 1954, funda la Misión Évangélique des Tziganes de France Vida y Luz. Viendo la necesidad de esta gente analfabeta y sin maestros, practicará centenares de bautismos en el mar, después decidirá  dejar su iglesia de Rennes en manos de un joven pastor, en 1958 para atender a los tres mil gitanos recién convertidos.
Clément Le Cossec se encuentra sin ningún apoyo financiero. Es entonces cuando decide poner su revista Luz del mundo creada en 1947 para la juventud, al servicio de los gitanos. Pasará a ser Vida y Luz en 1960 y le permitirá el apoyo de un salario equivalente al SMIC.
Dos mil gitanos venidos de toda Europa se reunieron en el cementerio-sur de Le Mans, a los funerales de su «apóstol» muerto de un cáncer a la edad de 80 años.

### La iglesia rodante
Muy temprano, desde 1950 en Sant-Jacques, cerca de Rennes, se organizan concentraciones evangélicas en forma de convenciones. En la actualidad, se reúnen 5000 caravanas, lo que equivale a de veinte a treinta mil gitanos. Sus reuniones tienen lugar en edificios alquilados o bajo carpas levantadas para la ocasión. Son públicas, con carteles y  numerosos folletos distribuidos por los lugares de paso. Incluso las autoridades locales (alcalde, policía, prefectos) están invitadas.
Comenzó en Rennes en 1958, donde decidió  marchar a la aventura con el pueblo gitano, primero por las carreteras de Francia, después en Bélgica, en Holanda en Alemania, pero también en España, Portugal e Italia. En lo sucesivo viajó a más de 40 países como Canadá, Estados Unidos, Méjico, Argentina o los países del Este.

### El despertar espiritual
El despertar espiritual de este pueblo apareció a causa de numerosas curaciones.
Participó también estrechamente en la educación de los Roms convertidos, enseñándoles a leer y a escribir, después aportándoles una enseñanza bíblica, con el fin de establecer pastores gitanos en estas iglesias nacientes. En este sentido manifestó: 

un despertar no es duradero sino en la medida que haya dirigentes espirituales

. 
Clément Le Cossec quiere tomar modelo del apóstol Pablo en la Biblia, que pide a su compañero Timoteo confiar lo que escuchó de su boca: 

a hombres capaces de enseñar también a otros

.
Fue en una humilde caravana, con un puñado de alumnos que el «pastor de los Gitanos » comenzó los primeros cursos bíblicos itinerantes. Después, a causa de las demandas de inscripciones siempre más numerosas, será muy rápidamente secundado por un joven pastor gitano: Denis Théom, apodado Payon. Se juntó también con Georges Meyer llamado "Jimmy", que sucederá más tarde a Clément Le Cossec en la presidencia de La Misión Tzigane Évangélique, en 1972 .
Confrontado a vocaciones cada vez más numerosas, comprará en 1967, una primera propiedad a las Coles en Loiret cerca de Gien para acoger los futuros predicadores.  De una treintena de estudiantes, pasarán a más de 200 en 1996. Otros gitanos formados como pastores se sumarán a la enseñanza de la Escuela bíblica francesa, entre las más conocidos : Charles Welty (Tarzan) y Wasso Ferret (Balo).  Otras escuelas Bíblicas nacerán en varios países de Europa y en India.

### La acción social
Clément Le Cossec hizo construir, a favor de los pobres y de los desheredados gitanos de India, varios internados para acoger centenares de niños[réf. deseada].
Frente a la pobreza de ciertos gitanos, no vacilará  a comprar trajes para sus alumnos predicadores, con el dinero salido de ofrendas, como fue el caso de los evangelistas Mandz y Pinar al principio de su misión.

### Lucha contra la discriminación y el aislamiento
Al principio de los años 1950, las convenciones llevadas por el predicador gitano Mandz llevan a la intervención de los gendarmes, a causa de la concentración de roulottes. Mandz pedirá a Clément Le Cossec que organizase él mismo las reuniones alquilando una carpa.
En 1968, la Mission Évangélique Tsigane se separa de las Asambleas de Dios para que los pastores estén formados y puedan predicar cerca de sus comunidades respectivas.
Desde 1975, la Misión evangélica gitana es miembro de la Federación Protestante de Francia (FPF). Esta adhesión a la FPF fue motivada en parte por Clément Le Cossec por la búsqueda de un apoyo social para un grupo a menudo marginado así como por el deseo de evitar a los gitanos convertidos que se encontrasen aislados y considerados como una secta.